# Muricoidea
Muricoidea — надродина черевоногих молюсків ряду Hypsogastropoda.

## Опис
Мушлі видів цієї надродини дуже відрізняються за формою та деталями. Єдине, що їх об'єднує, це те, що всі вони мають довгасту оболонку з дуже очевидною сифонною трубкою, з'єднаною з нею (частина зовнішньої оболонки використовується для захисту продовження сифонної трубки).

## Родини
- Babyloniidae Kuroda, Habe & Oyama, 1971 — 2 роди;
- Costellariidae MacDonald, 1860 — 11 родів;
- Cystiscidae Stimpson, 1865 — 15 родів;
- Harpidae Bronn, 1849 — 4 роди;
- Marginellidae Fleming, 1828 — 30 родів;
- Mitridae Swainson, 1829 — 19 родів;
- Muricidae Rafinesque, 1815 — 159 родів;
- Pholidotomidae Cossmann, 1896 †
- Pleioptygmatidae Quinn, 1989 — 1 рід;
- Strepsiduridae Cossmann, 1901 — 1 рід;
- Turbinellidae Swainson, 1835 — 14 родів;
- Volutidae Rafinesque, 1815 — 49 родів;
- Volutomitridae Gray, 1854 — 7 родів.

## Галерея

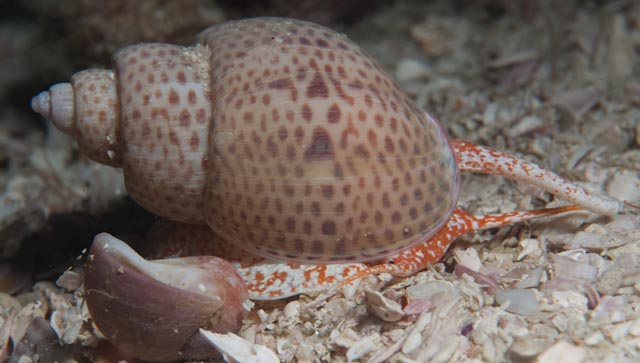
Zemiropsis papillaris, з Babyloniidae
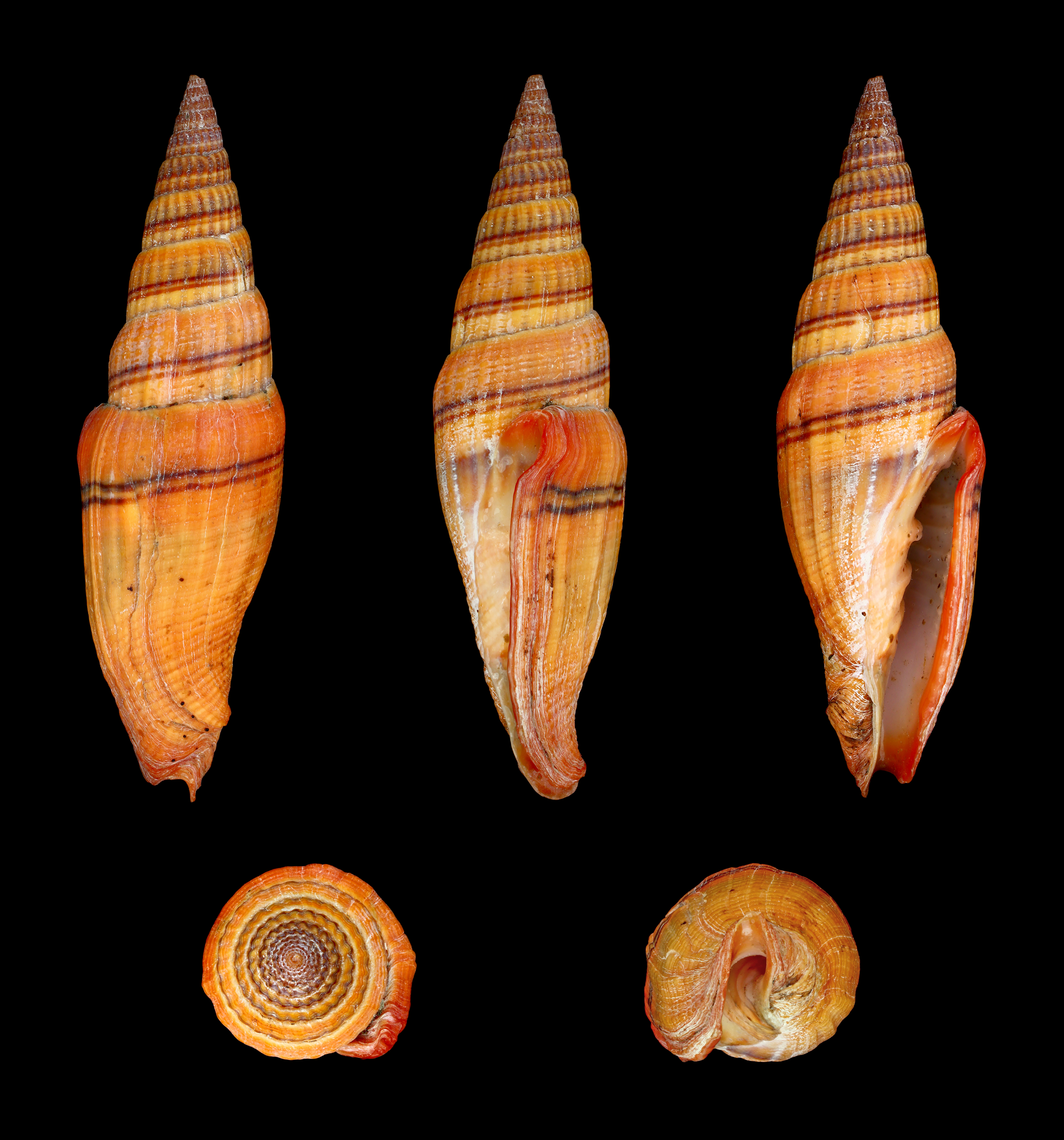
Vexillum ornatum, з Costellariidae
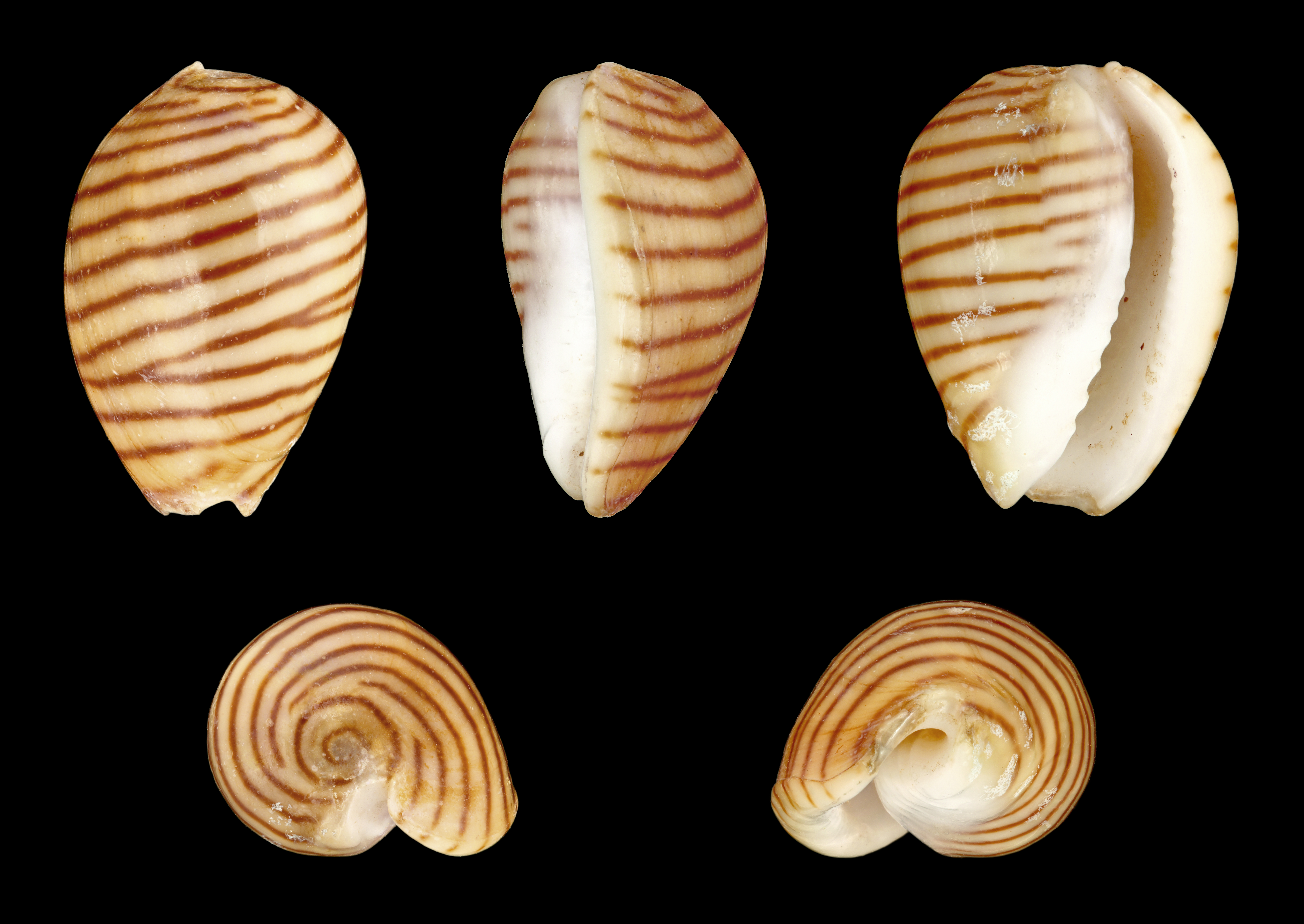
Persicula cingulata, з Cystiscidae
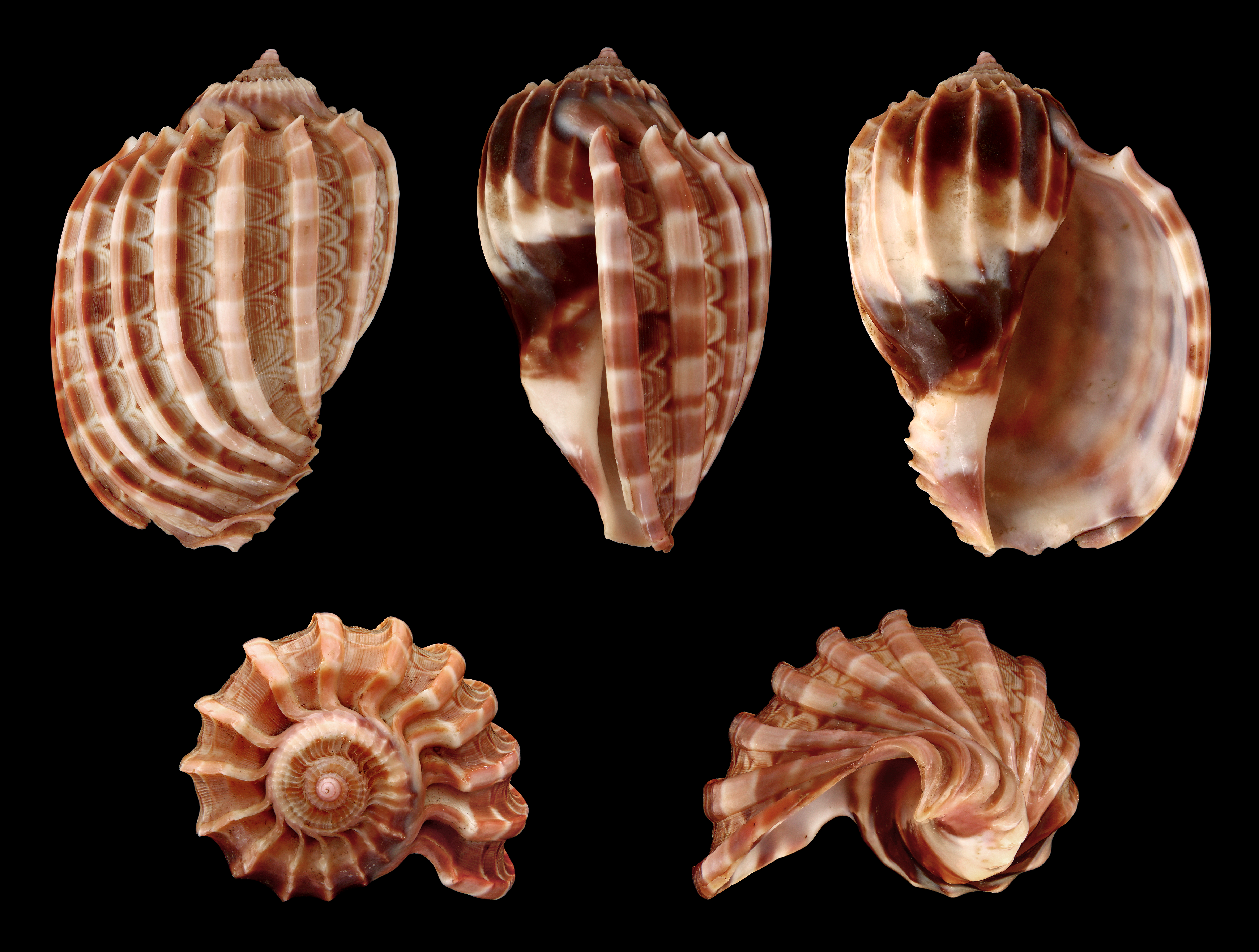
Harpa davidis, з Harpidae
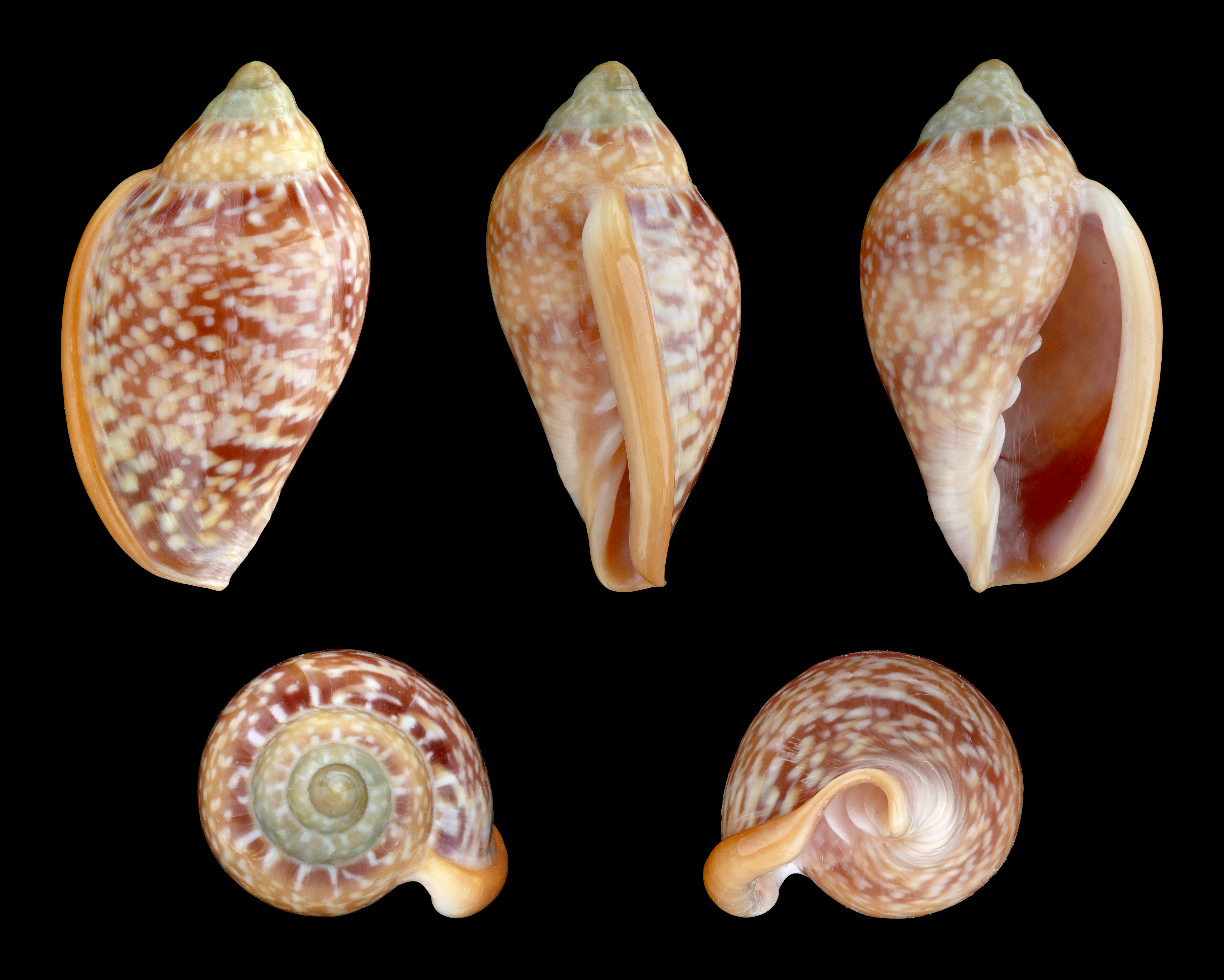
Marginella glabella, з Marginellidae
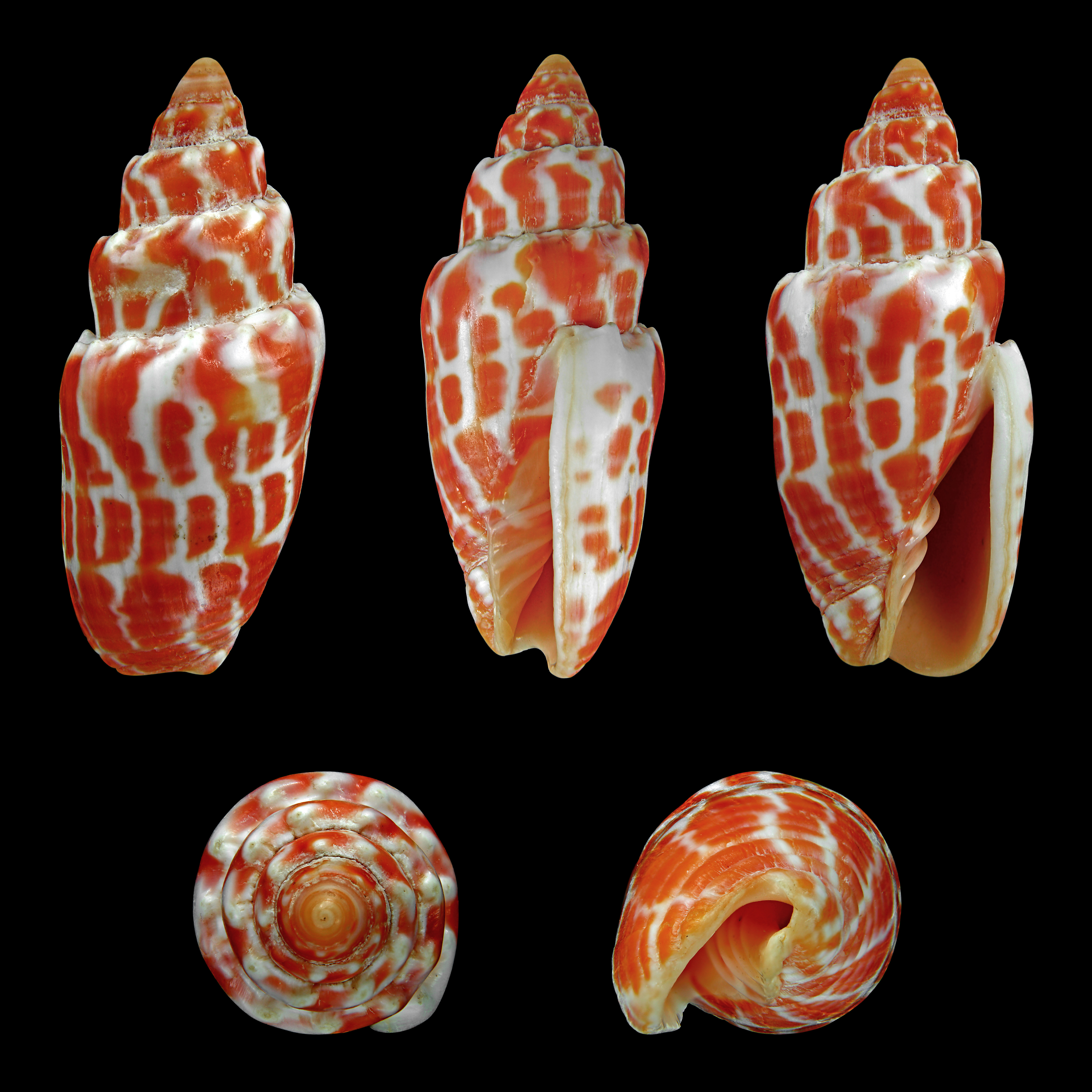
Mitra stictica, з Mitridae
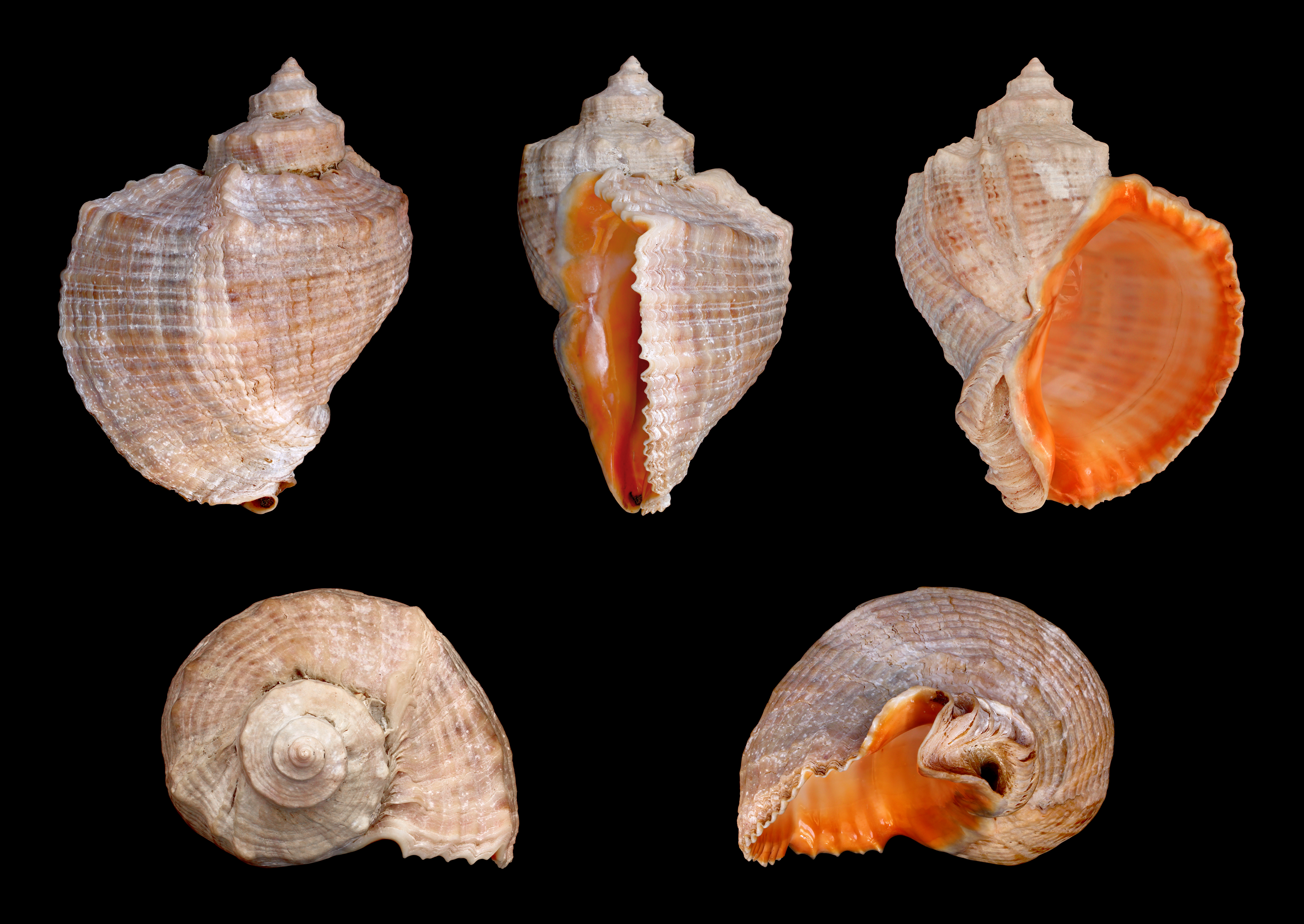
Rapana venosa, з Muricidae
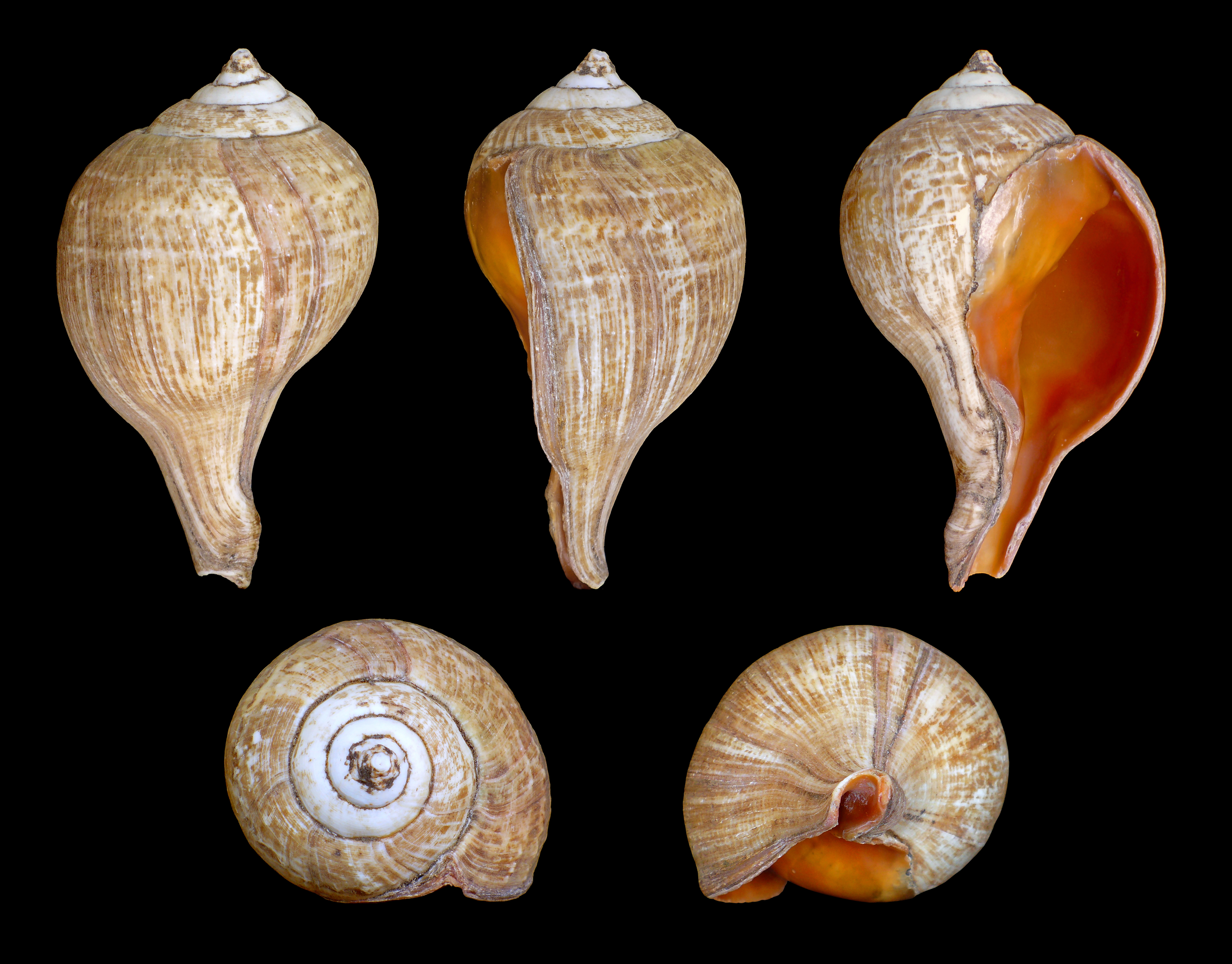
Turbinella pyrum, з Turbinellidae
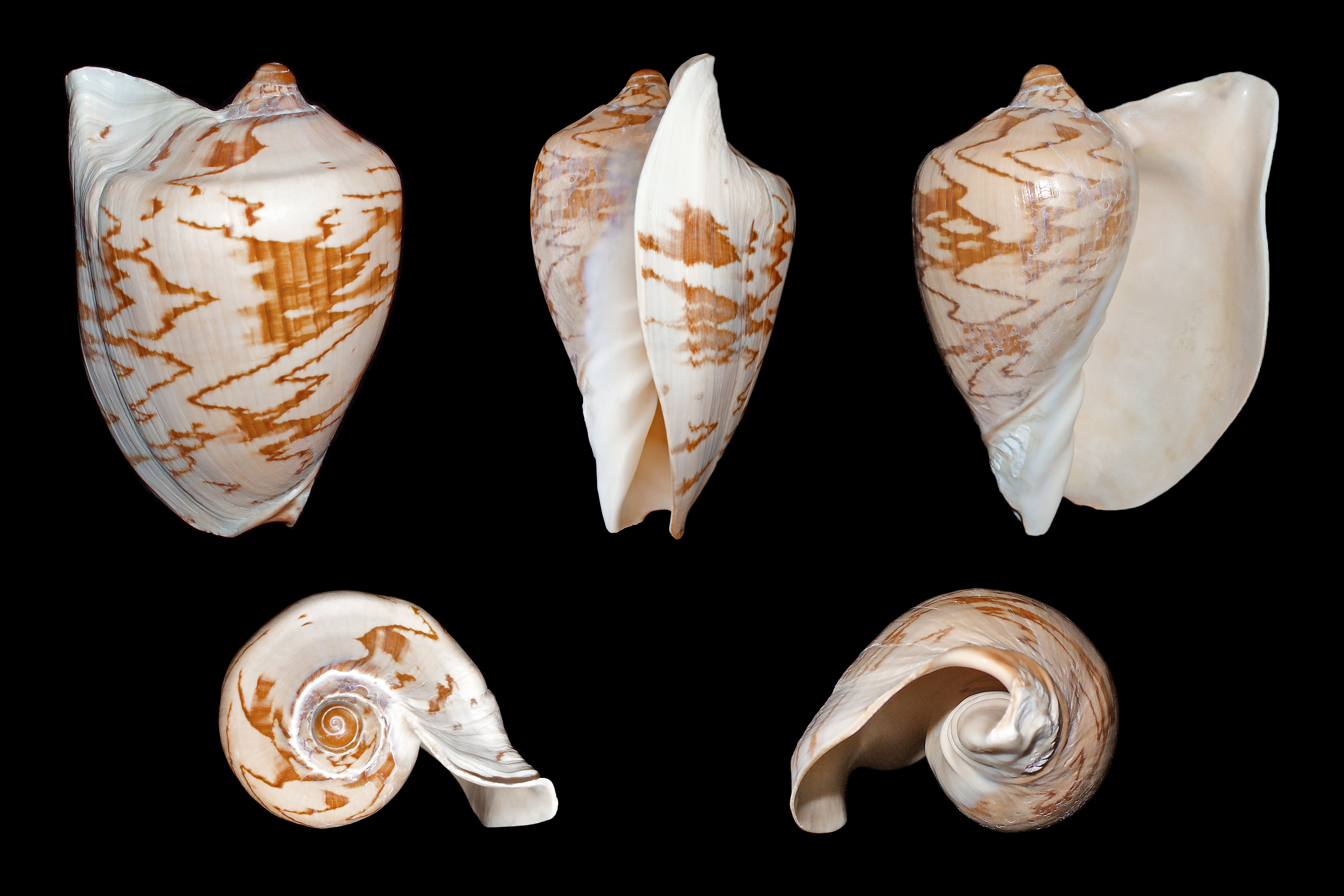
Cymbiola nobilis, з Volutidae